# Отомо, Кацухиро
Кацухиро Отомо (яп. 大友克洋 О:томо Кацухиро, 14 апреля 1954) — мангака, сценарист и режиссёр анимационных фильмов. Наиболее известен как автор манги «Акира» и её адаптации в виде полнометражного аниме как режиссёр. Работает в основном в жанре фантастики.

## Биография
Кацухиро Отомо родился 14 апреля 1954 года в Японии, префектуре Мияги. Он с детства любил мангу, особенно проявлял интерес к научной фантастике. Его любимыми авторами были Осаму Тэдзука и Сётаро Исиномори. В 1973 году после окончания школы и неудачной попытки поступления в художественное училище Отомо переехал в Токио, где занялся продажей комиксов. Дебютной мангой Отомо стала работа под названием Gunshot, созданная им в 1973 году для журнала Action. В период с 1974 по 1978 год он продолжал сотрудничество с редакцией журнала и выпустил для него манги Around About Midnight и Nothing Will Be as It Was. Его первой значительной мангой стала Fireball (1979), а начатая им в 1980 году манга Doumu удостоилась гран-при японской научной фантастики. В 1982 году началось издание манги «Акира». В 1983 году Отомо участвовал в разработке дизайна персонажей для фильма Genma Taisen. В 1988-м он снял полнометражный фильм «Акира» по мотивам собственной манги.

## Фильмография
| Год  | Название на русском    | Оригинальное название  | Роль                | Примечание                                                      |
| ---- | ---------------------- | ---------------------- | ------------------- | --------------------------------------------------------------- |
| 1987 | Лабиринт сновидений    | Neo-Tokyo              | режиссёр, сценарист | «Construction Cancellation Order» — сценарист и режиссёр        |
| 1987 | Карнавал роботов       | Robot Carnival         | режиссёр            | opening и ending                                                |
| 1988 | Акира                  | Akira                  | режиссёр, сценарист |                                                                 |
| 1991 |                        | World Apartment Horror | режиссёр            |                                                                 |
| 1991 | Старик Зет             | Roujin Z               | сценарист           |                                                                 |
| 1995 | Воспоминания о будущем | Memories               | режиссёр, сценарист | «Stink Bomb» — сценарист «Cannon Fodder» — сценарист и режиссёр |
| 2001 | Метрополис             | Metropolis             | сценарист           |                                                                 |
| 2004 | Стимбой                | Steamboy               | режиссёр, сценарист |                                                                 |
| 2006 | Знаток муси            | Mushishi               | режиссёр, сценарист | Игровой фильм                                                   |
| 2013 | Хрупкий мир            | Short Peace            | режиссёр, сценарист | «Combustible» — сценарист и режиссёр                            |